# Tetrastigma schraderi-montis
Tetrastigma schraderi-montis är en vinväxtart som beskrevs av Carl Karl Adolf Georg Lauterbach. Tetrastigma schraderi-montis ingår i släktet Tetrastigma och familjen vinväxter. Inga underarter finns listade i Catalogue of Life.